# Shreenagar Bairiya
Shreenagar Bairiya (nep. श्रीनगर बैरिया) – gaun wikas samiti w środkowej części Nepalu w strefie Narajani w dystrykcie Bara. Według nepalskiego spisu powszechnego z 2001 roku liczył on 531 gospodarstw domowych i 3748 mieszkańców (1802 kobiet i 1946 mężczyzn).